# کارلوس بوستامانته
کارلوس بوستامانته (انگلیسی: Carlos Bustamante؛ زادهٔ ۱۹۵۱ (۷۳–۷۴ سال)) دانشمند در زمینه زیست‌فیزیک اهل ایالات متحده آمریکا است.